# Водолазька Тамара Карпівна
Тамара Карпівна Водолазька (нар. 23 березня 1919, село Шамівка, тепер колишнє село Знам'янського району Кіровоградської області — 17 січня 2009, місто Ковель Волинської області) — українська радянська діячка, вчителька, директор Ковельської семирічної школи № 7 Волинської області. Депутат Верховної Ради УРСР 4-го скликання. Почесний громадянин міста Ковель.

## Біографія
Навчалась у Шамівській семирічній школі (закінчила 1934 року), сільськогосподарському технікумі (випуск 1939 р.), а з 1939 року — в Азово-Чорноморському сільськогосподарському інституті. У грудні 1940 року, з другого курсу, перевелась на навчання до Кіровоградського учительського інституту.
У період нацистської окупації працювала в колгоспі, а також виконувала доручення Шамівського партизанського загону. Пізніше була медичною сестрою у військовому шпиталі, який знаходився в рідному селі.
У червні 1944 року продовжила навчання у Кіровоградському учительському інституті, у 1945 році отримала диплом педагога.
З 1945 року працювала вчителем, директором Перемильської семирічної школи Берестечківського району; директором середньої школи міста Берестечка Волинської області.
З 1949 року працювала у місті Ковелі: вчитель, завідувач навчальної частини Ковельської семирічної школи № 5, директор Ковельських семирічних шкіл № 7 та № 1.
У березні 1955 року по Ковельському виборчому окрузі № 35 Тамара Водолазька була обрана депутатом Верховної Ради Української РСР. Тричі обиралась депутатом Ковельської міської ради Волинської області.
У 1953 році як директор і вчитель біології Ковельської семирічної школи № 7 створила навчально-дослідну ділянку, кролеферму, побудувала теплицю. У 1967 році з ініціативи Тамари Водолазької було розпочато будівництво нової середньої школи № 1. Невдовзі школа була побудована. Працюючи вчителем географії і біології, домоглася того, що в школі був створений перший у Волинській області кабінет з живим куточком, посаджений шкільний парк, створено навчально-дослідні ділянки.

## Нагороди
- орден Вітчизняної війни 2-го ст.
- орден «За мужність»
- медаль «За доблесну працю»
- медаль «Ветеран праці»
- нагрудний знак «Відмінник народної освіти УРСР»
- почесний громадянин міста Ковеля (присвоєно рішенням сесії міської ради №30/5 від 9 червня 2005 року)